# شان ارس
شان ارس (انگلیسی: Sean Evers؛ زادهٔ ۱۰ اکتبر ۱۹۷۷) بازیکن فوتبال اهل بریتانیا است.
از باشگاه‌هایی که در آن بازی کرده‌است می‌توان به باشگاه فوتبال ووکینگ، باشگاه فوتبال لوتون تاون، باشگاه فوتبال سنت جانستون، باشگاه فوتبال ردینگ، باشگاه فوتبال استیونج، و باشگاه فوتبال پلیموث آرگیل اشاره کرد.